# 르네 라코스트

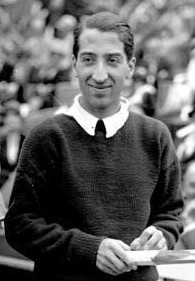
르네 라코스트

장 르네 라코스트(영어: Jean René Lacoste, 1904년 7월 2일 ~ 1996년 10월 12일)는 프랑스의 테니스 선수이자, 라코스테의 설립자이다.